# Magyar Rendőrség

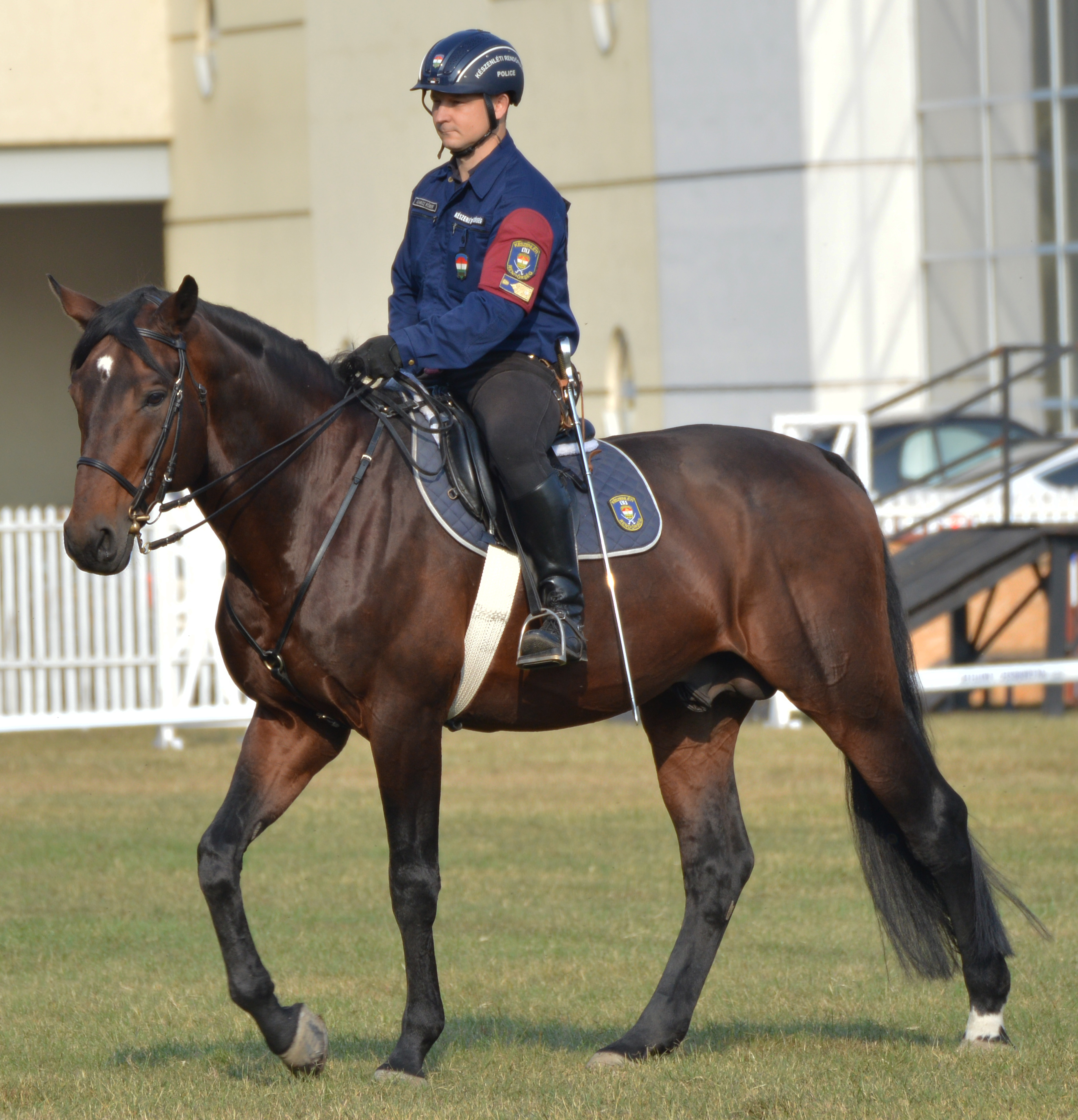
Lovasrendőrök

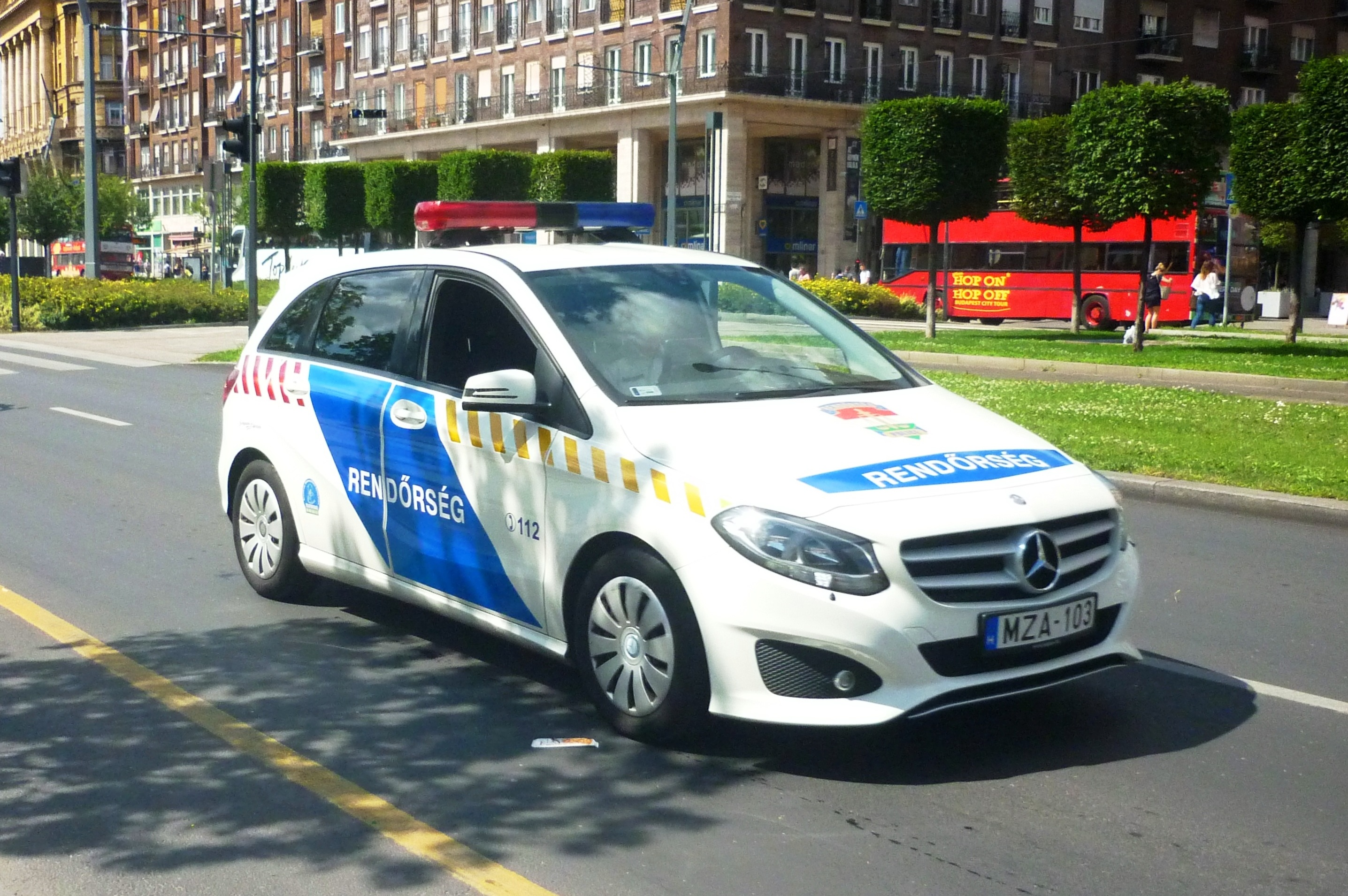
Mercedes-Benz B-osztály rendőrautó a Deák téren, Budapest

A Rendőrség – Magyarország állami szintű rendőrsége, amely részben a katonai hierarchia elvei szerint tagozódik, a legtöbb szolgálati ág azonban már „civil” alapon szerveződik. Jelenleg a többször módosított 1994. évi XXXIV. törvény  a Rendőrségről és végrehajtási rendeletei szabályozzák tevékenységét a Magyarország Alaptörvénye rendészeti elvei figyelembevételével. Jogállását tekintve a Belügyminisztériumhoz tartozik, nevezetesen a rendészeti államtitkárhoz.

## Története
Az önálló magyar rendőrség felállítására az 1848-49-es szabadságharc idején már születtek tervek, Pesten fel is állították az Országos Rendőri Hivatalt. Az új hivatal feladata lett volna a teljes országot lefedő rendőri felügyelőségek létrehozása, ez a szabadságharc bukása miatt azonban nem valósulhatott meg. A kiegyezésig a császári rendelet alapján felállított zsandárezredek feladata lett a nagyobb városokon kívüli területek közbiztonságának védelme. Budapesten és a törvényhatóságú városokban a települési önkormányzat felügyelete alá tartozó rendőrségek működtek.
A kiegyezés után a zsandárezredeket feloszlatták, a városokon kívüli területek felügyeletét – a csendőrség megszervezéséig – a vármegyék fennhatósága alá tartozó pandúrszervezetek végezték. Munkájukat a csendbiztosok irányították. 1881-ben végül elkezdte a működését a belügyminiszter és a hadügyminiszter alárendeltségébe tartozó, katonailag szervezett Magyar Királyi Csendőrség. 1910-re a csendőrök száma meghaladta a 10 ezret.
A városi rendőrségek továbbra is az önkormányzatok felügyelete alatt működtek, majd 1873-ban a budapesti rendőrség a belügyminisztérium felügyelete alá került, és a továbbiakban Budapesti Államrendőrség néven működött. Évtizedekig tartó egyeztetés és előkészítés után végül az első világháborút követő zűrzavaros időszakban, 1920-ban minden városi rendőrséget a belügyminiszter felügyelete alá rendeltek, azaz államosítottak. Két évet vett igénybe a teljes országot lefedő rendőri kerületek megszervezése, végleges formáját a 30-as évekre érte el, elnevezése ekkor Magyar Királyi Rendőrség volt. A trianoni békeszerződés rendelkezései alapján a rendőrség létszáma 12 ezer fő, a csendőrségé pedig 8 ezer fő lehetett. 1921-ben jött létre az országos rendőrfőkapitányi pozíció.
1885-ben szervezték meg a fővárosban a detektívosztályt, így igyekeztek javítani a nyomozói munka minőségét. Tíz évvel később a detektívek létszáma már lehetővé tette a specializálódást. A századfordulóra általánossá vált az ujjlenyomatok és a fényképfelvételek készítése, szervezettebb nyilvántartás jött létre. Az 1920-as és 30-as évek során több engedélyeztetési és nyilvántartási hatáskört helyeztek a rendőrséghez, így egyre inkább bürokratikus szervezetté vált.
A második világháború végére a rendőrség is romokban hevert, mivel az egyenruhás rendőri állomány jelentős része a háború során frontszolgálatban elesett, vagy hadifogságba került. A közbiztonságot és közrendet a megcsappant létszámú rendőrség nem tudta fenntartani. 1945-ben a csendőrséget – mint félkatonai és jobboldali szervezetet – feloszlatták. A rendőrség a szovjet megszállás kezdete óta kommunista irányítás alatt állt, így kezdődött meg annak újjászervezése. A rendőrség létszáma az év végére megközeltette az 50 ezer főt. A rendőrség berkein belül került felállításra a politikai rendészeti osztály, amit később Államvédelmi Osztálynak neveztek el, és a Belügyminisztérium irányítása alá került. 1949-től a rendőrséget közvetlenül a Politikai Bizottság is irányíthatta, így az 1950-es évektől kezdve egy politikai feladatoktól túlterhelt, rendkívül központosított, szigorúan katonai hierarchián alapuló szervezet lett egészen a rendszerváltásig.
A testület alapvető átszervezésére az 1990-es rendszerváltás után folyamatos kísérletek voltak, de a politikai kompromisszum hiánya miatt mélyreható változásokat az elkövetkező évtizedek sem hoztak. Bár célként megfogalmazódott a rendőrség demilitarizálása és decentralizálása, de a rendőrségről szóló 1994. évi XXXIV. törvény végül a rendszerváltás előtti szervezeti felépítést és működési modellt konzerválta. A területet szabályozó jogszabályok indoklásában egyértelműen meghatározásra került, hogy a rendvédelem a honvédelmi rendszerhez és viszonyokhoz kapcsolódik. A Rendőrség 2006-ig a Belügyminisztérium alárendeltségében működött, 2006-tól 2010-ig felügyeletét – a 2007. december 31-ig létező Határőrséggel együtt – az Igazságügyi és Rendészeti Minisztérium vette át. 2010-ben a belügyi kormányzat egyértelműen a centralizáció, a belügyminiszter irányítási jogkörének szélesítése mellett tette le a voksát, ennek keretében a teljes rendvédelmi intézményrendszer – beleértve a titkosszolgálatok egy részét is – visszakerült az újjáalakított Belügyminisztérium alá, és létrejött a Terrorelhárítási Központ. 2012. július 1-jével a Köztársasági Őrezredet beolvasztották a Készenléti Rendőrségbe.
A rendvédelmi feladatokat ellátó szervek hivatásos állományának hivatásos szolgálati jogviszonyáról a 2015. évi XLII. törvény rendelkezik.

## A rendőrségi szervek tagozódása Magyarországon[12]
Magyarországon a rendőrség állami, fegyveres rendvédelmi szerv, amelyet
- az általános rendőrségi feladatok ellátására létrehozott szerv,
- a belső bűnmegelőzési és bűnfelderítési feladatokat ellátó szerv, valamint
- a terrorizmust elhárító szerv alkotja.
A kormány a rendőrséget a rendészetért felelős miniszter útján irányítja.

## További rendészeti szervek

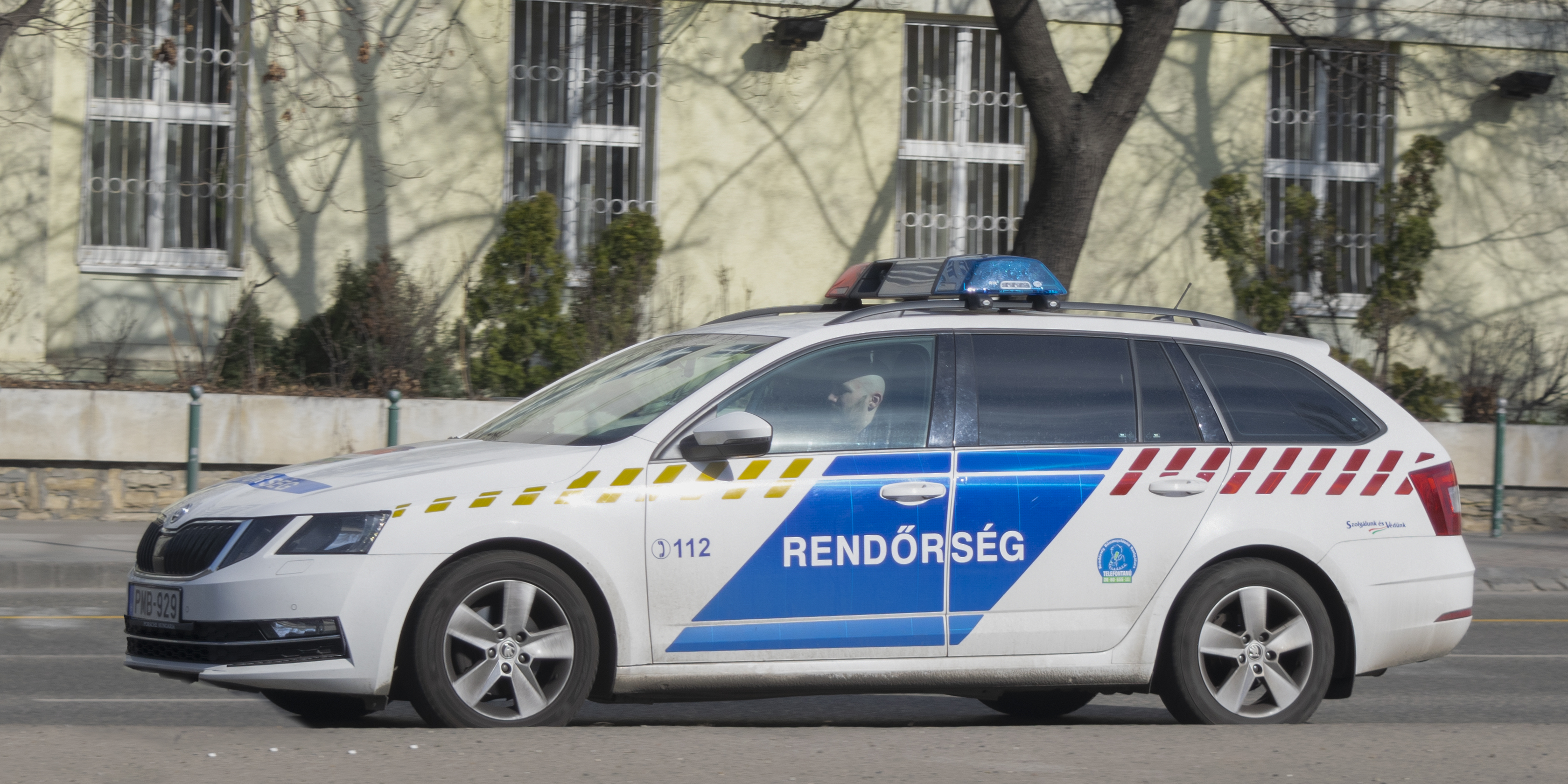
Škoda Octavia III.

Magyarországon napjainkban rendészeti feladatokat lát el a Rendőrség mellett a Nemzetgazdasági Minisztérium alá tartozó Vám- és Pénzügyőrség is, amelyet a kormány összevont az Adó- és Pénzügyi Ellenőrzési Hivatallal, és az összevonás eredményeként létrejött a Nemzeti Adó- és Vámhivatal (NAV), továbbá a NAV-on belül megalakult az önálló adórendőrségként funkcionáló Bűnügyi Főigazgatóság, melynek kisebb részben kormánytisztviselő de jelentősebb részben még mindig hivatásos jogállású nyomozói gazdasági bűncselekmények felderítésére specializálódtak. További rendvédelmi szervek még a – nyomozati jogkörrel nem rendelkező Büntetés-végrehajtási Szervezet, a Hivatásos Katasztrófavédelmi Szerv és az Országház védelmét ellátó Országgyűlési Őrség. Bár dolgozóiknak egységes rendőrigazolványa van, ugyancsak önálló, a Belügyminisztérium közvetlen alárendeltségébe tartozó rendvédelmi szervek a Terrorelhárítási Központ és a Nemzeti Védelmi Szolgálat – utóbbi a fegyveres szerveknél dolgozók és a kormánytisztviselők kifogástalan életvitelét és megvesztegethetetlenségét ellenőrzi, titkos nyomozati jogkörrel rendelkezik. Emellett a polgári titkosszolgálatok egyike, az Alkotmányvédelmi Hivatal is egyre inkább rendőri szervként funkcionál, egyik fő feladata az ország biztonságát veszélyeztető szervezett bűnözői csoportok működésének megfigyelése, hivatásos állományú dolgozói ugyancsak titkos nyomozati jogkörrel rendelkeznek.
2008. január 1-jén a Határőrség, törvénymódosítás [forrás?] alapján beolvadt a Rendőrség szervezetébe, ingatlanait, járműveit és egyéb eszközeit a Rendőrségnek átadta. A Rendőrség szervezetén belül létrejött a Határrendészeti Főosztály, amely országos hatáskörrel szervezi és hajtja végre a migrációs szabályok és az okmánybiztonság elleni törvényszegések, bűncselekmények felderítését.

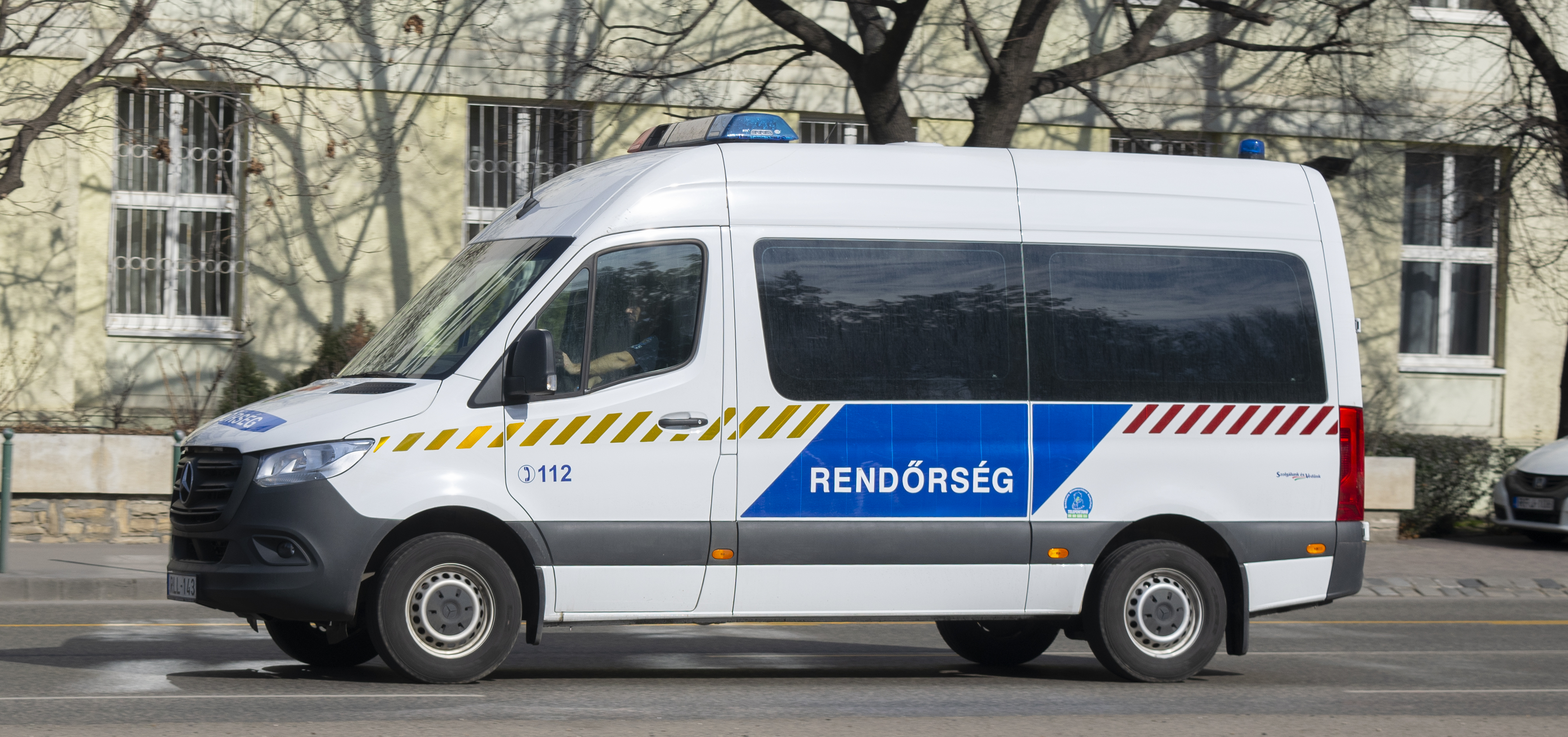
Mercedes Sprinter III csapatszállító

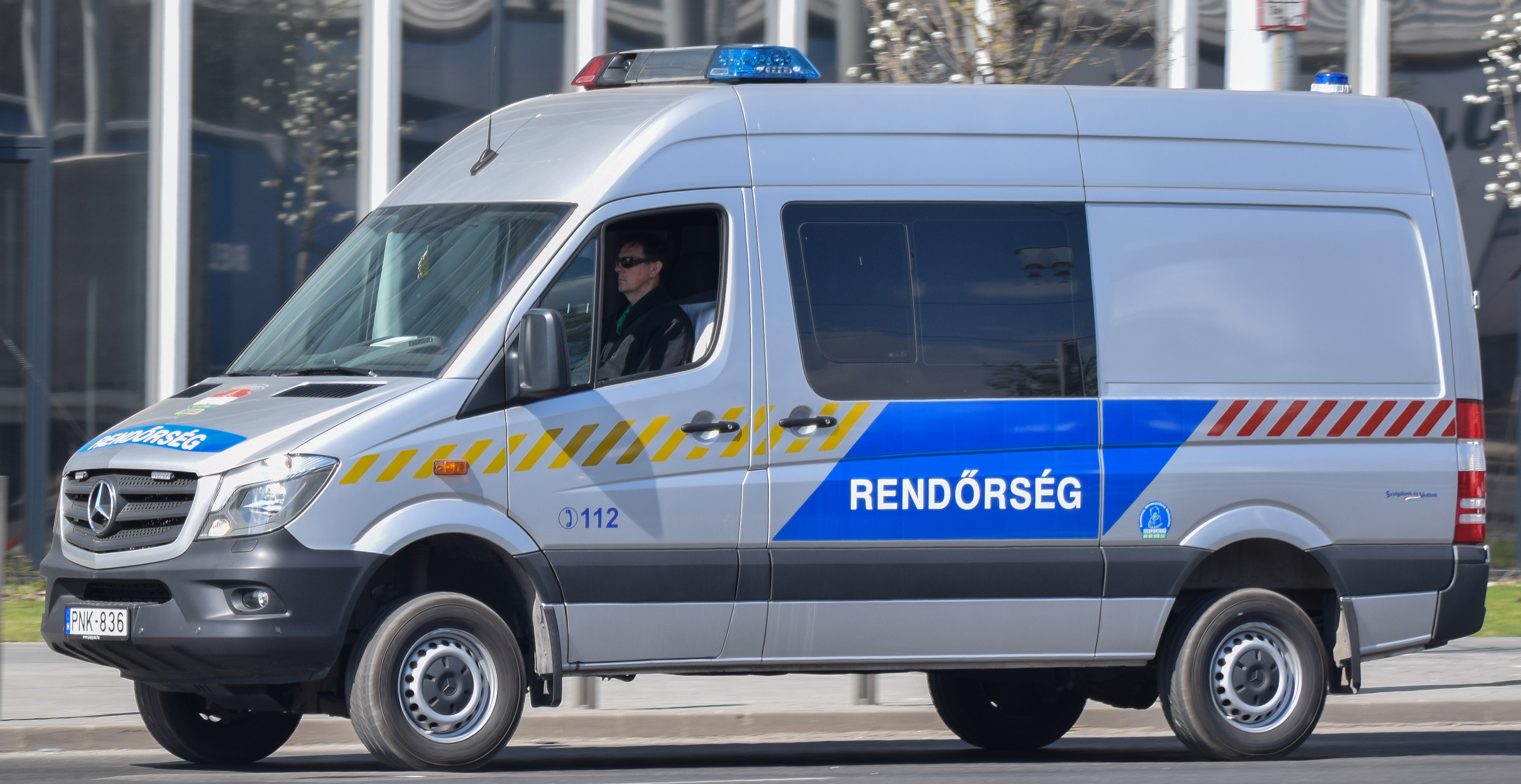
Csapatszállító (Készenléti Rendőrség)

## A Rendőrség felsővezetői

### Országos szinten

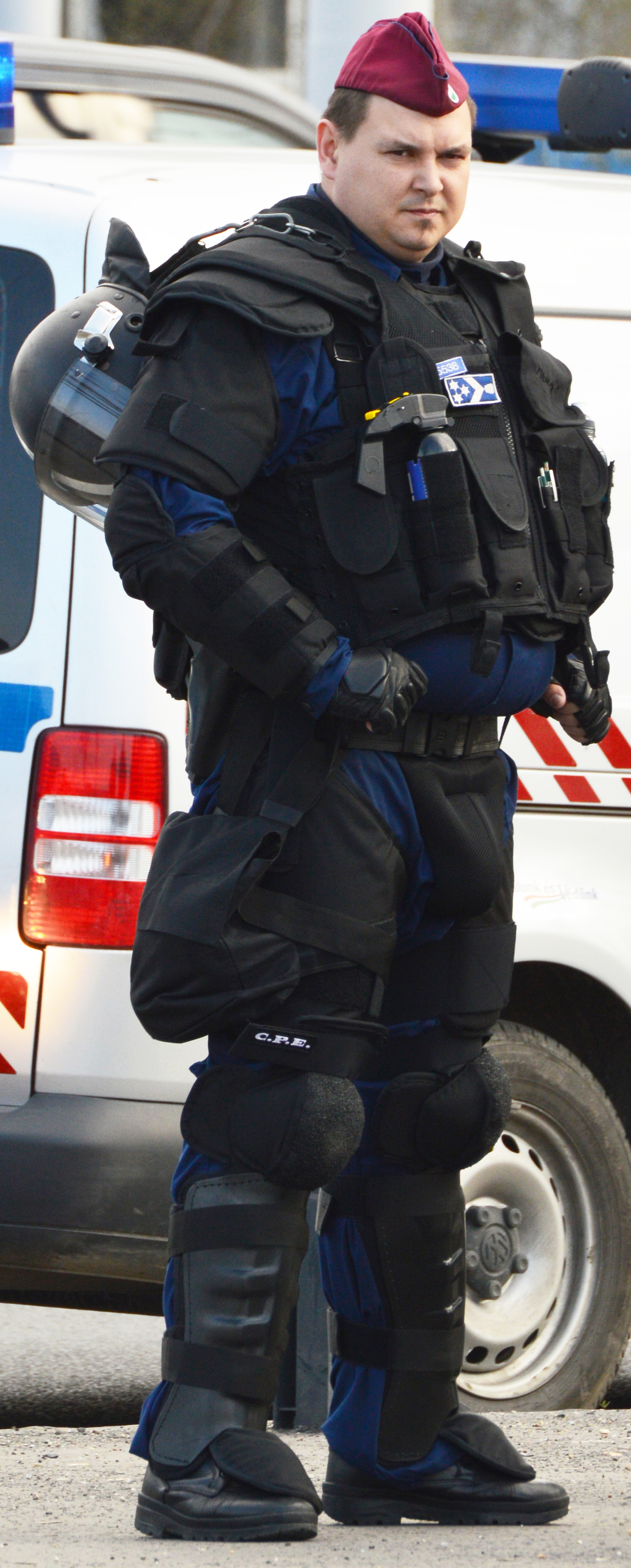
Készenléti Rendőrség, bevetési rendőr

- dr. Balogh János r. altábornagy – országos rendőrfőkapitány
- dr. Töreki Sándor r. vezérőrnagy – bűnügyi főigazgató, országos rendőrfőkapitány-helyettes
- dr. Kuczik János Zoltán r. vezérőrnagy – rendészeti főigazgató, országos rendőrfőkapitány-helyettes
- Kovács István r. vezérőrnagy – gazdasági főigazgató, az országos rendőrfőkapitány gazdasági helyettese
- dr. Pozsgai Zsolt r. vezérőrnagy - rendőrségi főtanácsos, személyügyi országos rendőr főkapitány-helyettes
- dr. Tarcsa Csaba r. vezérőrnagy – a Készenléti Rendőrség parancsnoka, műveleti országos rendőrfőkapitány-helyettes
- dr. Takács Tibor r. vezérőrnagy – a Terrorelhárítási Információs és Bűnügyi Elemző Központ főigazgatója
- Hajdu János r. altábornagy – a Terrorelhárítási Központ főigazgatója
- dr. Tomin Szilvia r. vezérőrnagy – a Nemzeti Védelmi Szolgálat főigazgatója

### Budapesten
- dr. Terdik Tamás r. vezérőrnagy – Budapest rendőrfőkapitánya
- dr. Pál Adrián r. ezredes – Budapest főkapitányának bűnügyi helyettese
- dr. Markó Attila r. dandártábornok – Budapest főkapitányának rendészeti helyettese
- Almagro Carmen r. ezredes – a főkapitány gazdasági helyettese

### Országos rendőrfőkapitányok
- Túrós András (1989-90)
- Szabó Győző (1990–91)
- Pintér Sándor (1991–96)
- Forgács László (1996–98)
- Orbán Péter (1998–2002)
- Salgó László (2002–04)
- Bene László (2004–07)
- Bencze József (2007–10)
- Hatala József (2010–13)
- Papp Károly (2013–18)
- Balogh János (2018–)

## Használt fegyverek
| Fegyver Neve | Kaliber | Tárkapacitás |
| ------------ | ------- | ------------ |
| CZ P-07      | 9X19 mm | 15 lőszer    |
| CZ P-09      | 9X19 mm | 19 lőszer    |

A fenti fegyvereken kívül még jó néhány fegyver van szolgálatban pl: Glock 17, Jericho, HK USP, CZ P-07 és CZ P-09.
A Magyar Rendőrségnél jelenleg a CZ Scorpion EVO 3 A1 géppisztoly is rendszeresítve van de ezt a járőr természetesen nem hordja.
2021-től használatba állították az Axon Taser X2 kevésbé halálos kényszerítő eszközt (elektromos sokkoló) is.